# Tomasz Mazurkiewicz (ur. 1968)
Tomasz Mazurkiewicz (ur. 12 października 1968 w Poznaniu) – polski piłkarz występujący na pozycji napastnika, trener piłkarski.

## Życiorys
Jest wychowankiem Warty Poznań, w której w 1987 roku rozpoczął seniorską karierę. Latem przeszedł do pierwszoligowej Olimpii Poznań. W sezonie 1989/1990 zajął z klubem piąte miejsce w lidze. Ogółem w barwach Olimpii rozegrał 88 ligowych spotkań. W 1992 roku wrócił do Warty Poznań, zaś w styczniu 1993 roku został zawodnikiem VfL Herzlake. Z klubem tym w 1994 roku awansował do Regionalligi. Na początku 1998 roku został piłkarzem SV Wilhelmshaven, a w 2000 roku przeszedł do Rotenburger SV. W 2002 roku opuścił klub.
Po zakończeniu kariery zawodniczej został trenerem. Pierwszym samodzielnie prowadzonym przez niego klubem był Rolnik Racot, który objął na początku 2005 roku. Następnie objął Lechitę Kłecko, z którym w 2006 roku awansował do IV ligi. W latach 2007–2008 pełnił funkcję trenera Unii Swarzędz, następnie szkolił piłkarzy KS 1920 Mosina. Później był trenerem Unii Janikowo, SKP Słupca, Jaroty Jarocin i Sokoła Kleczew. Następnie był asystentem Jerzego Brzęczka w Lechii Gdańsk, GKS Katowice, Wiśle Płock i reprezentacji Polski.

## Statystyki ligowe
| Sezon         | Klub             | Liga         | Mecze | Gole |
| ------------- | ---------------- | ------------ | ----- | ---- |
| 1986/1987 (w) | Warta Poznań     | III liga     | ?     | ?    |
| 1987/1988     | Olimpia Poznań   | I liga       | 19    | 0    |
| 1988/1989     | Olimpia Poznań   | I liga       | 13    | 1    |
| 1989/1990     | Olimpia Poznań   | I liga       | 19    | 1    |
| 1990/1991     | Olimpia Poznań   | I liga       | 15    | 2    |
| 1991/1992     | Olimpia Poznań   | I liga       | 22    | 2    |
| 1992/1993 (j) | Warta Poznań     | II liga      | 14    | 1    |
| 1992/1993 (w) | VfL Herzlake     | Oberliga     | 12    | 2    |
| 1993/1994     | VfL Herzlake     | Oberliga     | 30    | 16   |
| 1994/1995     | VfL Herzlake     | Regionalliga | 26    | 7    |
| 1995/1996     | VfL Herzlake     | Regionalliga | 32    | 8    |
| 1996/1997     | VfL Herzlake     | Regionalliga | 34    | 6    |
| 1997/1998 (j) | VfL Herzlake     | Regionalliga | 16    | 10   |
| 1997/1998 (w) | SV Wilhelmshaven | Regionalliga | 9     | 3    |
| 1998/1999     | SV Wilhelmshaven | Regionalliga | 21    | 6    |
| 1999/2000     | SV Wilhelmshaven | Regionalliga | 1     | 0    |
| 2000/2001     | Rotenburger SV   | Oberliga     | 28    | 15   |
| 2001/2002     | Rotenburger SV   | Oberliga     | 6     | 0    |